# زرزا لا مايور
بلدية زرزا لا مايور (بالإسبانية: Zarza la Mayor)‏، هي بلدية تقع في مقاطعة قصرش والتي تقع في منطقة إكستريمادورا، غرب إسبانيا.
يبلغ عدد سكانها 1.666 نسمة وفقاً لإحصائية سنة (2002).